# ГЕС Лос-Кондорес
ГЕС Лос-Кондорес (ісп. Los Cóndores) – гідроелектростанція, яка споруджується в центральній частині Чилі у регіоні Мауле (VII Регіон). Знаходячись перед ГЕС Ісла, буде становити одну з двох станцій (інша – ГЕС Cipreses) верхнього ступеня в каскаді у сточищі річки Мауле, яка впадає до Тихого океану в місті Констітусьон.
В межах проекту прокладуть дериваційний тунель від озера Мауле, з якого бере початок однойменна річка. Це дозволить перетворити природну водойму на водосховище та використовувати її для регулювання роботи всього розташованого нижче каскаду та оптимізації зрошення. Довжина тунелю, що прямуватиме через лівобережний гірський масив, становитиме 12 км. Він подаватиме ресурс до напірного водоводу довжиною 1 км, котрий включатиме вертикальну шахту висотою 470 метрів. Всього ж схема створюватиме напір у 765 метрів.
Розташований на глибині 127 метрів машинний зал матиме розміри 80х30 метрів та вміщуватиме дві турбіни типу Пелтон загальною потужністю 150 МВт, які забезпечуватимуть виробництво 630 млн кВт-год електроенергії на рік. Так само під землею знаходитиметься трансформаторне обладнання. Відпрацьована вода по відвідному тунелю потраплятиме у річку Мауле.
Видача продукції ГЕС відбуватиметься по ЛЕП довжиною 87 км, розрахованій на роботу під напругою 220 кВ.